# Mật ngọt (phim truyền hình)
Mật ngọt là câu chuyện xảy ra vào những năm 80. Diệp Thanh Nhi (do Tôn Lệ đóng) đã gặp Lôi Lôi (do Đặng Siêu đóng). Tình cảm của hai người rất tốt đẹp nhưng lại gặp sự phản đối quyết liệt của gia đình. Cho dù hai người đã ở hai phương trời cách biệt, nhưng hình bóng người yêu vẫn luôn hiện hữu trong lòng.
Bộ phim này hiện đã được phát sóng trên đài truyền hình cáp Thẩm Dương. Ngày 26 - 1 phát sóng trên đài truyền hình cáp Sơn Đông. Ngoài ra, các đài truyền hình như Thượng Hải, Bắc Kinh…cũng đã lên lịch phát sóng bộ phim này. Đầu năm 2008, bộ phim Mật ngọt cũng đã công bố những cảnh tình cảm lãng mạn cho công chúng yêu điện ảnh trên cả nước.

## Diễn Viên
- Tôn Lệ - Diệp Thanh Nhi
- Đặng Siêu - Lôi Lôi
- Sa Dật - Hàn Dương
- Lý Y Hiểu - Sa Sa
- Vu Tân - Trương Quân
- Lưu Nghệ - Hoa Hoa

Từ quá trình đóng chung bộ phim, hai diễn viên chính Đặng Siêu và Tôn Lệ đã nảy sinh tình cảm và họ chính thức đăng ký kết hôn năm 2010 và làm lễ cưới vào năm 2011 -khi Tôn Lệ đã mang thai 5 tháng.

## Giải thưởng
- 26/4/2008: Đặng Siêu nhận được giải "Nam diễn viên xuất sắc nhất" với vai Lôi Lôi trong phim Mật ngọt và "Cặp đôi được yêu thích nhất" (cùng Tôn Lệ) tại giải thưởng quý I/2008 của Sina. 
Mật ngọt giành giải "Phim truyền hình hot nhất của năm" (Sina).
- 2008: Biên kịch xuất sắc nhất năm 2008 tại giải văn hóa truyền thông Thượng Hải.
- 22/6/2009: Bộ phim truyền hình có sức ảnh hưởng lớn nhất mạng Trung Quốc.
- 2009: Phim truyền hình với thể loại xuất sắc nhất năm 2009 tại giải văn hóa truyền thông Bắc Kinh.

## Nội dung phim
Lôi Lôi là con công tử của một cặp vợ chồng quan chức Trung Quốc được bố mẹ gửi về quê đi học trong, anh gặp và yêu cô gái thôn quê Diệp Thanh Nhi. Họ tình cờ gặp gỡ khi chàng trai cùng đám bạn đi ăn trộm gà, vì trốn cảnh vệ nông trường đã chui vào phòng y tế xã nơi nàng đang làm việc. Trong khi Lôi Lôi là một thanh niên con ông cháu cha ngang ngạnh thì cô y tá Diệp Thanh xinh đẹp dịu dàng và phải chịu nhiều đàm tiếu, ganh ghét chỉ vì sắc đẹp, cũng như nhiều thanh niên Trung Quốc lúc bấy giờ cả hai đều rất hâm mộ ca sĩ Đài Loan - Đặng Lệ Quân. Trong thời kỳ Cách mạng văn hóa các bài hát này bị cấm tuyên truyền, gia đình có điều kiện nên Lôi Lôi sắm một chiếc đài thu thanh nhỏ bên mình. Qua các bài hát của ca sĩ họ Đặng mà hai bạn trẻ ngày một gần gũi hơn, Diệp Thanh rất xinh đẹp và được nhiều người theo đuổi, đây cũng là lí do khiến bố mẹ Lôi Lôi đề phòng và tìm mọi cách chia rẽ họ, họ quyết định đưa cậu về thành phố học tập.
Lôi Lôi bị theo bố ép mẹ về thành phố, còn Diệp Thanh ở lại quê tiếp tục học tập.
Vài năm sau Cách mạng văn hóa, âm nhạc phương tây - đặc biệt là Michael Jackson - xâm nhập Trung Quốc. Lôi Lôi được bố mẹ dẫn dắt cho làm quen với Sa Sa - con gái một gia đình quan chức khác - cô nàng này mê tít Lôi Lôi. Cho đến khi anh chàng phát hiện ra Diệp Thanh mới lên thành phố học, hai người lại nối lại tình xưa. Khi tình cảm hai người đang cao trào thì Diệp Thanh phát hiện mình mang bầu nhưng không biết của ai, Lôi Lôi cũng thấy khó hiểu vì giữa hai người chưa vượt quá giới hạn. Sau một thời gian ghen tuông và có chút hoài nghi, Lôi Lôi bất ngờ biết được một trong số tình địch của mình đã từng chốc thuốc mê Diệp Thanh và khiến cô có thai. Nhưng khi tình cảm của họ mới nhen nhóm lại thì Lôi Lôi một lần nữa đã phải theo lời bố mẹ đi nơi khác học, còn Diệp Thanh sảy thai nhưng vẫn tiếp tục học tập.
Nhiều năm sau, hai người lúc này đã có nghề nghiệp ổn định và họ tình cờ gặp lại nhau, tình cảm năm xưa vẫn còn nhưng vì tự ái khiến họ rất khó khăn mới tái hợp. Diệp Thanh lúc này quyết định chia tay người yêu và chờ cưới Lôi Lôi bất chấp sự ngăn cấm của phụ huynh, họ tự làm thủ tục kết hôn và chuẩn bị cho cuộc sống riêng. Nhưng một tai nạn bất ngờ xảy ra khiến Lôi Lôi thiệt mạng còn Diệp Thanh ở vậy đến hết đời vì anh.

## Nội dung từng tập

### Tập 1
Cuối thập niên 70, tại nông trường Tam Cửu Bát vùng ngoại ô Bắc phương, cậu thanh niên Lôi Lôi dẫn đầu "Lôi gia quân" đi ăn trộm xe môtô và bốn con gà để tiễn cậu bạn Đại Thủ vừa đỗ Đại học. Lôi Lôi còn bí mật lấy đi chiếc đài duy nhất của nông trường, đem đến cùng đám bạn nghe nhạc Đặng Lệ Quân. Đúng lúc tất cả đang chăm chú nghe thì dân quân mang theo súng đuổi tới nơi.
Vừa được điều đến từ HTX Song Lê, nữ y sĩ Diệp Thanh xinh đẹp thuần khiết, tất cả con trai nông trường dù già hay trẻ, dù có hay không có việc cũng đều chạy đến trạm y tế nơi cô làm việc. Vẻ đẹp và tuổi trẻ của Diệp Thanh gặp phải sự đố kị của mọi người, bị khinh miệt gọi là "giày rách", bị chụp mũ coi là "tác phong bại hoại". Một lần Diệp Thanh vừa đeo khẩu trang vừa làm việc tại trạm xá, thư ký Dư đến khám bệnh cho rằng cô cao ngạo vô lễ, nên đã đi tìm trạm trưởng tìm hiểu thân thế Diệp Thanh.
Hàn Dương - bác sĩ cùng làm việc với Diệp Thanh sắp lên công tác tại trường Y trên thành phố, nhưng giấy báo của Diệp Thanh lại bị phó nông trường Hứa nắm giữ trong tay. Ông ta năm lần bảy lượt tìm cơ hội tiếp cận, ý muốn cưỡng đoạt Diệp Thanh.
Lôi Lôi vì chạy trốn dân quân nông trường đã chạy vào trạm xá, bị vẻ đẹp của Thanh Nhi làm cho sững sờ, để quên luôn cả chiếc đài tại đó...

### Tập 2
Lôi Lôi trong lúc tìm Diệp Thanh xin giấy nghỉ phép đã to tiếng mắng cô gái là "giầy rách", nhưng Hàn Dương nhanh chóng đến giải vây cho Diệp Thanh, còn giúp Lôi Lôi làm giấy nghỉ phép 10 ngày.
Trên đường về nhà sau giờ làm việc, Diệp Thanh bị hàng xóm hắt cả chậu nước bẩn vào người. Cô gái ra bên dòng sông băng một mình khóc, khi Hàn Dương đến an ủi đã không ngừng hỏi: "Rốt cuộc em làm gì sai mà bọn họ hận em đến thế?"
Trong khi đó, Lôi Lôi dần dần đã hiểu được con người Diệp Thanh, cảm thấy rất hối hận với những hành động của mình trước đây, liền bịt ống khói nhà Hai Cường và bày trò giúp Diệp Thanh trả thù phó nông trường Hứa...

### Tập 3
Vợ phó nông trường Hứa giữa đường lăng mạ Diệp Thanh, Lôi Lôi vì cô gái mà bênh vực, còn cố ý làm rơi chiếc đài của nông trường ngay tại đó, khiến tất cả mọi người đều nghĩ là do vợ ông Hứa ăn trộm. Diệp Thanh đứng bên cạnh chứng kiến mọi việc, bắt đầu có cảm tình với Lôi Lôi.
Lôi Lôi và Diệp Thanh không hẹn mà cùng ra bên hồ nước, vừa cùng nhau nghe "Tian Mi Mi" vừa chơi trượt băng với chiếc "xe" tự chế. Lôi Lôi thừa cơ hôn lên má Diệp Thanh một cái, sung sướng đến mức nhảy múa lung tung. Trước khi tạm biệt, chàng trai đã tặng chiếc đài cho cô gái, còn nói: "Về sau còn có ai bắt nạt cô, thì cứ nói với tôi..."

### Tập 4
Bố Lôi Lôi được điều về tỉnh làm lãnh đạo, Lôi Lôi phải rời khỏi Tam Cửu Bát với gia đình ngay lập tức. Trước khi đi, Lôi Lôi bảo mẹ đi tìm thư ký Phương, bắt phó nông trường Hứa phải giao hồ sơ của Diệp Thanh ra. Cùng lúc đó, Hàn Dương nói với khoa rằng Diệp Thanh chính là bạn gái của mình, hai người chuẩn bị kết hôn. Nhờ thế mà trường Y đã tiếp nhận hồ sơ của Thanh Thanh, cô gái chính thức trở thành sinh viên đại học, rời xa được Tam Cửu Bát. Tại trường Y, Diệp Thanh học lớp do Hàn Dương chủ nhiệm, làm quen được với người bạn mới Hoa Hoa, hơn nữa bố cô cũng đã quay trở về, cả gia đình lại đoàn tụ...

### Tập 5
Diệp Thanh gặp lại Lôi Lôi tại thư viện trường Y, Lôi Lôi mang theo băng nhạc Đặng Lệ Quân đến ký túc xá của Thanh Thanh, ba hoa nói chuyện từ Sigmund Freud đến "thần kinh học"... Hàn Dương thấy Lôi Lôi và Diệp Thanh vui vẻ với nhau, trong lòng cũng có lo lắng. Cháu ngoại của trạm trưởng Lưu ở nông trường là Trương Quân vừa gặp Diệp Thanh đã có ý muốn theo đuổi, ngay lập tức hỏi Hàn Dương Diệp Thanh đã có bạn trai hay chưa. Lôi Lôi từ ký túc trường Y về nhà, phát hiện toàn bộ băng Đặng Lệ Quân bị mẹ vứt đi, liền tức giận bỏ ra khỏi nhà đến chỗ cậu bạn Đại Thủ...

### Tập 6
Buổi vũ hội tối ở trường, Trương Quân và Diệp Thanh cùng nhau khiêu vũ, Lôi Lôi nhìn thấy liền tức giận, hai bên suýt nữa đánh nhau. Một hôm khác, Trương Quân lại hẹn Diệp Thanh đi xem phim, cuối cùng dẫn cô gái vào trong một khu rừng nhỏ, định giở trò cưỡng bức. Hàn Dương bắt gặp liền đi báo cho Lôi Lôi, ngay lập tức Lôi Lôi chạy đến cứu Diệp Thanh, đánh cho Trương Quân phải bỏ chạy nhưng bản thân cũng bị thương. Lúc xử lý vết thương tại ký túc xá của Hàn Dương, Lôi Lôi cho rằng Thanh Thanh không tự trọng, hai người cãi nhau to.

### Tập 7
Chỉ còn một ngày nữa là đến kì thi, mà Lôi Lôi vẫn còn ở ký túc của Đại Thủ không chịu về nhà. Diệp Thanh đã đến khuyên nhủ, bên cạnh đó còn nói rõ quan hệ giữa hai người chỉ có thể là bạn bè, anh em tốt.
Lôi Lôi chịu về nhà, thuận lợi tham gia kì thi đại học. Thanh Thanh ngày nào cũng đến trường thi, nấp sau gốc cây đợi Lôi Lôi, không dám ra mặt. Bố mẹ Thanh Thanh biết được liền tưởng con gái mình đã yêu Lôi Lôi rồi.

### Tập 8
Thanh Thanh núp sau cây đợi ngoài trường thi, bị Lôi Lôi bắt gặp. Lôi Lôi truy hỏi Diệp Thanh tại sao không dám quang minh chính đại thừa nhận là đã thích mình. Đúng lúc đó hai người bị bố mẹ Diệp Thanh nhìn thấy, khi nhận ra chính là tên tiểu lưu manh hay quấy nhiễu con gái mình ở Tam Cửu Bát, bố mẹ cô gái đã tỏ ý không thích.
Hôm sau, mẹ Diệp Thanh đến tận trường thi gặp Lôi Lôi, trả lại chiếc đài cậu bé đã cho Diệp Thanh mượn khi xưa, còn yêu cầu cậu về sau đừng đến tìm con gái bà nữa. Bị thái độ của mẹ Diệp Thanh làm cho kích động, Lôi Lôi đã lái môtô bắt cóc cô gái lên trên núi, bỏ thi hai môn cuối cùng.

### Tập 9
Trong ngôi nhà hoang ở nông thôn vào ban đêm. Lôi Lôi chứng kiến Diệp Thanh run rẫy vì lạnh, và muốn cởi áo khoác cho Diệp Thanh nhưng có hiểu lầm đẩy anh ngã ra sau. Sau khi Lôi Lôi đi kiếm thức ăn, Diệp Thanh chạy trốn vô tình trượt ngã ở sườn đồi, được Lôi Lôi cứu, nhưng cô bị ốm. Lôi Lôi quyết định đi xuống thị trấn mua thuốc nhưng gặp nhóm Trương Quân và bị đánh. Lôi Lôi báo công an để cứu Diệp Thanh. Diệp Thanh đến bệnh viên thấy Lôi Lôi bị còng tay, cô bắt đầu khóc...

### Tập 10
Mẹ của Diệp Thanh đòi truy tố Lôi Lôi, nhưng Diệp Thanh không đồng ý với mẹ. Hai mẹ con bắt đầu xảy ra xích mích vì mẹ của Thanh Thanh kiên quyết tố cáo còn Thanh Thanh tự đòi kiến cảnh sát để lấy lời khai rằng Lôi Lôi trong sạch và không có hãm hiếp cô. Và cô hứa với mẹ sẽ nghe theo lời mẹ nếu mẹ chịu rút đơn tố cáo.